# Авшар (Азербайджан)
Авшар (азерб. Avşar, до 1991 года — Узеиркенд) — село в Авшарском административно-территориальном округе Агджабединского района Азербайджана.

## Этимология
Название связано с огузским племенем Авшар.

## История
Село Овшар в 1913 году согласно административно-территориальному делению Елизаветпольской губернии относилось к Овшарскому сельскому обществу Шушинского уезда.
В 1926 году согласно административно-территориальному делению Азербайджанской ССР село относилось к дайре Агджабеды Агдамского уезда.
После реформы административного деления и упразднения уездов в 1929 году был образован Овшарский сельсовет в Агджабединском районе Азербайджанской ССР.
В 1950 году село Овшар переименовано в Узеиркенд в честь азербайджанского композитора Узеира Гаджибекова (1885—1948).
Согласно административному делению 1961 и 1977 года село Узеиркенд входило в Узеиркендский сельсовет Агджабединского района Азербайджанской ССР.
Указом Верховного Совета Азербайджанской Республики от 7 февраля 1991 года район село Узеиркенд переименовано в Авшар.
В 1999 году в Азербайджане была проведена административная реформа и внутри Авшарского административно-территориального округа был учрежден Авшарский муниципалитет Агджабединского района.

## География
Село находится в 14,5 км от райцентра Агджабеди и в 282 км от Баку. Ближайшая железнодорожная станция — Агдам (действующая — Халадж).
Вблизи села находится пик Высокий (1324 м). Село находится на высоте 46 метров над уровнем моря.

## Население
| Численность населения | Численность населения | Численность населения | Численность населения | Численность населения |
| 1886                  | 1985                  | 1987                  | 1999                  | 2009                  |
| --------------------- | --------------------- | --------------------- | --------------------- | --------------------- |
| 1280                  | ↗3560                 | ↗4200                 | ↗5428                 | ↗5989                 |

В 1886 году в селе проживало 1280 человек, все — азербайджанцы, по вероисповеданию — мусульмане-шииты.
Население преимущественно занимается хлопководством, животноводством, коконоводством, выращиванием зерна.

## Климат
| Показатель                                             | Янв. | Фев. | Март | Апр. | Май  | Июнь | Июль | Авг. | Сен. | Окт. | Нояб. | Дек. | Год  |
| ------------------------------------------------------ | ---- | ---- | ---- | ---- | ---- | ---- | ---- | ---- | ---- | ---- | ----- | ---- | ---- |
| Средний суточный максимум, °C                          | 6,2  | 7,3  | 10,7 | 18,4 | 23,2 | 28,1 | 31,2 | 31,1 | 26,0 | 21,0 | 13,9  | 8,4  | 18,8 |
| Средняя температура, °C                                | 2,4  | 3,5  | 6,5  | 13,1 | 17,8 | 22,6 | 25,5 | 24,9 | 20,8 | 16,2 | 9,9   | 4,6  | 14,0 |
| Средний суточный минимум, °C                           | −1,3 | −0,3 | 2,3  | 7,9  | 12,5 | 17,2 | 19,8 | 18,8 | 15,7 | 11,5 | 5,9   | 0,8  | 9,2  |
| Норма осадков, мм                                      | 24   | 27   | 32   | 45   | 49   | 36   | 14   | 17   | 23   | 42   | 28    | 38   | 375  |
| Источник: http://en.climate-data.org/location/992259/6 |      |      |      |      |      |      |      |      |      |      |       |      |      |

Среднегодовая температура воздуха в селе составляет +14,0 °C. В селе полупустынный климат.

## Инфраструктура
В советское время в селе располагались средняя и восьмилетняя школы, клуб, библиотека, больница.
В селе расположены почтовое отделение, 2 средних и 2 неполных средних школы, детский сад, клуб, библиотека, врачебный пункт, мечеть.